# Ковадло або молот
«Ковадло або молот» — радянсько-болгарсько-східнонімецький політичний двосерійний художній фільм з елементами детективу 1972 року. Прем'єра фільму відбулася 8 вересня 1972 (Софія) 9 вересня 1972 (Берлін) і 29 жовтня 1973 (Москва).

## Сюжет
Фільм про драматичні події 1933 року під час відомого Лейпцігського судового процесу над болгарським комуністом Георгієм Димитровим, звинуваченим зі своїми товаришами в підпалі Рейхстагу, після приходу до влади нацистів у Німеччині. У центрі сюжету — сутичка в суді між Димитровим і Герінгом, представниками комуністичної і нацистської ідеологій.

## У ролях
- Стефан Гецов —  Георгій Димитров (дублював Олексій Алексєєв)
- Аня Пенчева —  Магдалена  (дублювала  Віра Бурлакова)
- Ханс Петер Райнеке —  ван дер Люббе
- Ханс Хардт-Хардтлофф —  Клюге
- Хорст Гізе —  Геббельс  (дублював  Олександр Бєлявський)
- Всеволод Сафонов —  радянський повпред
- Євген Жариков —  Ігор
- Герд Міхель Хеннебер —  Костянтин фон Нейрат
- Жанна Прохоренко —  Люба
- Вільям Полонний —  Герман Герінг
- Ханньо Хассе —  Артур Небе  (дублював  Юрій Леонідов)

## Знімальна група
- Режисер — Христо Христов
- Сценаристи — Іван Радоєв, Любен Станєв, Вольфганг Ебелінг
- Оператор — Атанас Тасєв
- Композитор — Симеон Пиронков
- Художник — Христо Стефанов